# Lycodonus flagellicauda
Lycodonus flagellicauda és una espècie de peix de la família dels zoàrcids i de l'ordre dels perciformes.

## Morfologia
- Els mascles poden assolir 19,9 cm de longitud total.[4][5]

## Alimentació
Menja crustacis petits dels gèneres Themisto, Podocerus i Hemilamprops.

## Hàbitat
És un peix marí i d'aigües profundes que viu entre 800-1.993 m de fondària.

## Distribució geogràfica
Es troba a Islàndia i Noruega (incloent-hi l'illa de Jan Mayen i el sud-oest de Spitsbergen).

## Observacions
És inofensiu per als humans.